# Mykhaïlo Ostrogradskyi
Mykhaïlo Mykhaïlovytch Ostrogradskyi (en ukrainien : Остроградський Михайло Михайлович, russe : Остроградский, Михаил Михайлович), né à Pachenivka, est un amiral de la marine impériale russe puis ukrainienne et des forces russes blanches.

## Biographie
Né le 24 septembre 1862 à Sébastopol dans une famille de marins et mort le 30 octobre 1923 à Bucharest.
Il est, le 28 juillet 1914 commandant à bord du croiseur Mémoire de Mercure.
Durant la Première Guerre mondiale. En novembre et décembre 1916 il y assure le débarquement des troupes amphibies à l'embouchure du Danube sur le front roumain, puis est commandant du cuirassé st-Eustaphie le 6 janvier 1917. Durant la révolution, en 1917 il est commandant de la forteresse de Sébastopol de la commission de la flotte de la mer Noire et prit une part importante dans la construction de la flotte ukrainienne. Le 29 avril 1918 il devint chef de la forteresse et de la flotte basé à Sébastopol.
Il est à l'automne 1920 à Bucarest pour négocier avec les représentants de Wrangel, mais en novembre les troupes russes repoussent le gouvernement ukrainien et il est contraint de rester à Bucarest.
Hommage : la 35e brigade d'infanterie navale a été baptisée de son nom.